# سكوت سنايدر
سكوت سنايدر (بالإنجليزية: Scott Snyder)‏ هو كاتب أمريكي، ولد في 1976 في نيويورك في الولايات المتحدة.